# Mission militaire française au Japon (1867-1868)
Pour les articles homonymes, voir Mission militaire française au Japon.
La mission militaire française au Japon de 1867-1868 fut la première mission militaire occidentale au Japon. Elle fut constituée à l'initiative de Napoléon III à la suite d'une requête du shogun Yoshinobu Tokugawa, dont elle entraîna l'armée pendant un peu plus d'un an, avant sa défaite devant les forces impériales dans la guerre de Boshin. Elle reçut alors l'ordre de quitter le Japon par un décret impérial d'octobre 1868.

## Composition

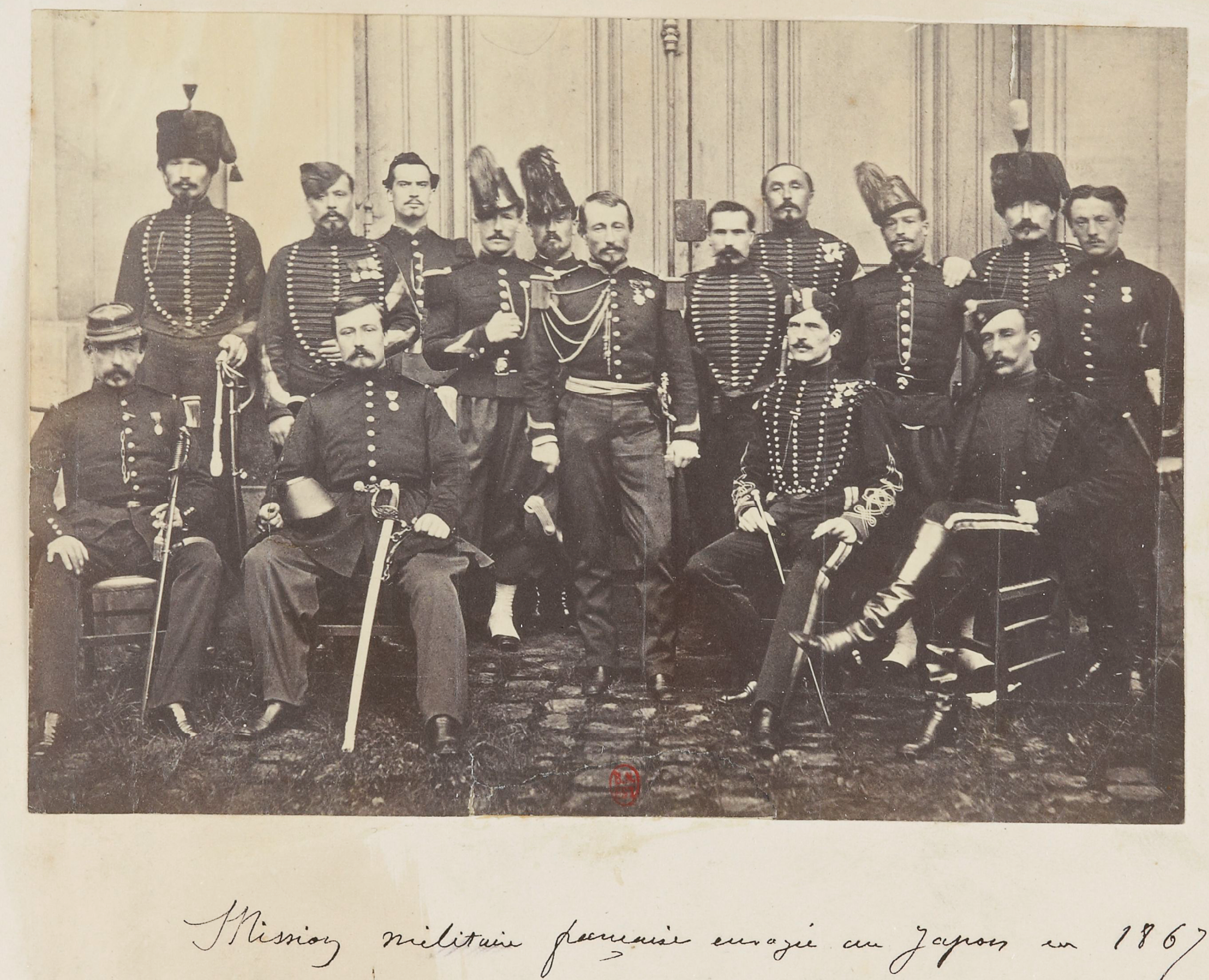
La Mission militaire française avant son départ pour le Japon, en 1866. Jules Chanoine se tient au centre, Jules Brunet est le second à partir de la droite.

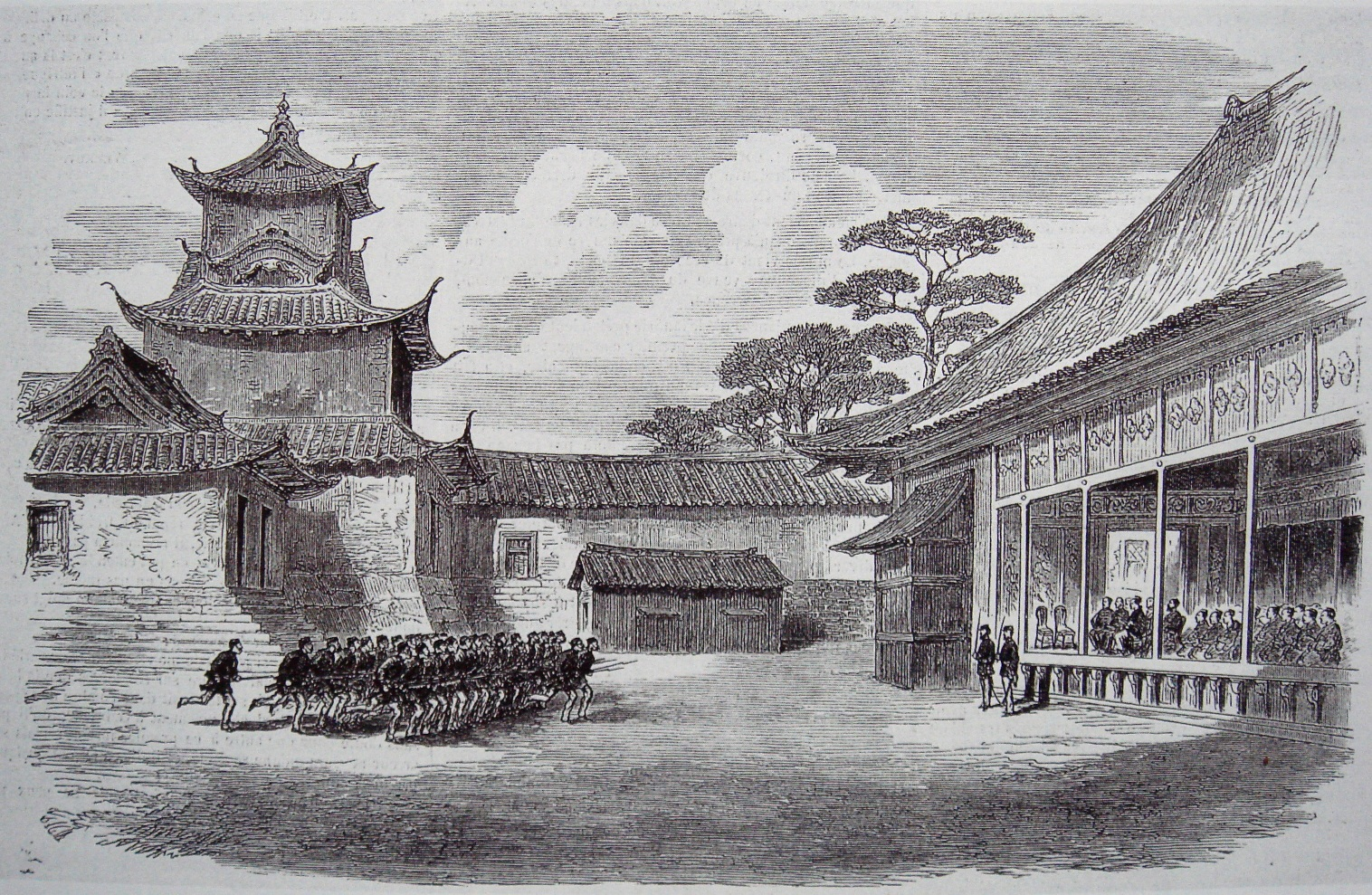
Officiers français entraînant des soldats du Shogun à Osaka en 1867.

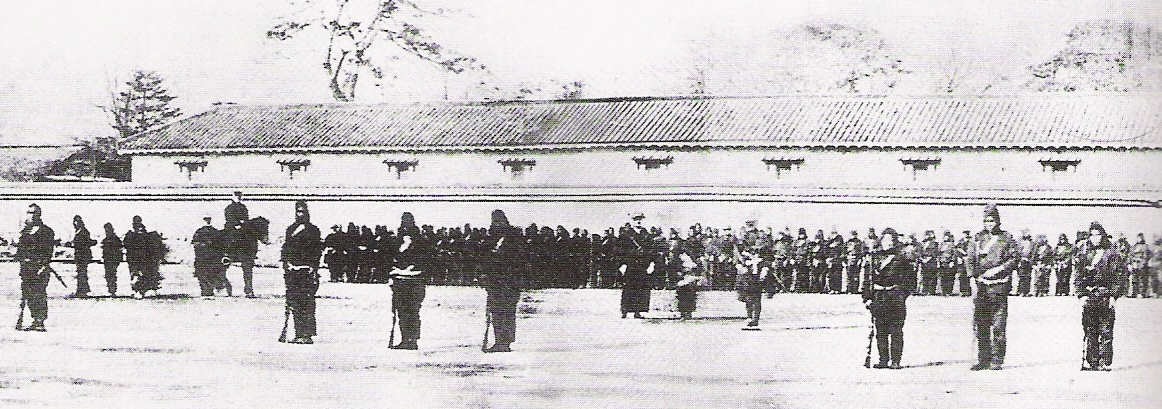
Entraînement des fantassins japonais du Tokugawa bakufu par les Français de la Mission militaire en 1867.

La mission se composait de dix-sept membres, sous l'autorité du ministre de la Guerre, le général Jacques Louis Randon ; on y trouvait un large éventail de compétences : quatre officiers (représentant l'infanterie, la cavalerie et l'artillerie), dix sous-officiers et deux soldats. La mission sera dirigée par le capitaine Chanoine, alors attaché à l'état-major de Paris. Les membres étaient :
Commandant de la mission : 
- Capitaine Jules Chanoine

Officiers : 
- Albert du Bousquet, lieutenant du 31e Régiment de ligne, instructeur pour l'infanterie.
- Édouard Messelot, lieutenant au 20e bataillon de Chasseurs à Pied, instructeur pour l'infanterie.
- Léon Descharmes, lieutenant au Régiment de dragons de l'Impératrice, instructeur pour la cavalerie.
- Jules Brunet, lieutenant au régiment d'artillerie à cheval, instructeur pour l'artillerie.
- Jourdan, capitaine au 1er Régiment du génie.

Sous-officiers et soldats : 
- Jean Marlin, sergent au 8e bataillon de Chasseurs à Pied, instructeur pour l'infanterie.
- François Bouffier, sergent au 8e bataillon de Chasseurs à Pied, instructeur pour l'infanterie.
- Henry Ygrec, sergent au 3e Régiment de ligne, instructeur pour l'infanterie.
- Émile Peyrussel, sergent, sous-maître de manège à l'école de l'état-major, instructeur pour la cavalerie.
- Arthur Fortant, sergent au régiment d'artillerie à cheval de la Garde, instructeur pour l'artillerie.
- L. Gutthig, trompettiste au bataillon de Chasseurs de la Garde.
- Charles Bonnet, chef armurier de deuxième classe.
- Barthélemy Izard, sergent, chef artificier du Régiment d'artillerie à cheval de la Garde.
- Frédéric Valette, sergent, spécialiste du bois.
- Jean-Félix Mermet, brigadier, spécialiste de l'acier.
- Michel, sergent, sapeur au 1er Régiment du génie.

## Histoire
La mission avait été constituée à l'initiative de Napoléon III, à la suite d'une requête du shogunat japonais en la personne de son émissaire en Europe, Shibata Takenaka (1823-1877).
Shibata avait déjà négocié les derniers détails de la contribution française à la construction de l'arsenal de Yokosuka, et avait en outre demandé en même temps au Royaume-Uni et à la France d'envoyer une mission militaire pour un entraînement aux techniques de guerre occidentales. Il semble que le Royaume-Uni ait refusé d'apporter son aide au Japon, mais le ministre français des Affaires étrangères Drouyn de Lhuys (1865-1881) transmit l'accord du gouvernement français.
La mission quitta Marseille le 19 novembre 1866 et arriva à Yokohama le 13 janvier 1867. Elle fut accueillie à son arrivée par Léon Roches et le contre-amiral Pierre-Gustave Roze commandant de la Division navale des mers de Chine de retour au Japon après qu'il eut mené une expédition contre la Corée (12 septembre - 12 novembre 1866).
La mission militaire entraîna l'armée du shogun Yoshinobu Tokugawa pendant un peu plus d'un an dont l'unité d'élite du Denshūtai, avant sa défaite devant les forces impériales en 1868 dans la guerre de Boshin. Elle reçut alors l'ordre de quitter le Japon par un décret impérial d'octobre 1868.
Cependant, Jules Brunet et quatre de ses sous-officiers (Bouffier, Cazeneuve, Fortant, Marlin), choisirent de rester au Japon et de continuer à soutenir le Shogun. Ils démissionnèrent de l'armée française, et partirent pour le Nord du Japon avec ce qu'il restait des armées du shogunat, dans l'espoir d'y organiser une contre-attaque.
Le conflit se poursuivit jusqu'à la bataille de Hakodate en mai 1869, qui vit la victoire du parti Impérial.